# Lan O’Kun
Lan O’Kun (New York, 1932. január 13. – Malibu, Kalifornia, 2020. január 9.) amerikai forgatókönyvíró, dalszerző.

## Filmjei
Tv-filmek
- The Littlest Angel (1969)
- The Juggler of Notre Dame (1982)
- Rocco's Star (1985)
- Kenny Rogers: Keep Christmas with You (1993)

Tv-sorozatok
- The Shari Lewis Show (1960–1961, két epizód)
- Insight (TV Series) (1970–1982, 31 epizód)
- Love, American Style (1973, egy epizód)
- Apple's Way (1974, két epizód)
- The Shari Show (1975, egy epizód)
- Sanford Arms (1977, egy epizód)
- Szerelemhajó (The Love Boat) (1978–1986, 31 epizód)
- Phyl & Mikhy (1980, egy epizód)
- Finder of Lost Loves (1984, egy epizód)
- Buchanan High (1984, egy epizód)
- Tall Tales & Legends (1985, egy epizód)
- Small Wonder (1985, egy epizód)
- Út a mennyországba (Highway to Heaven) (1985–1989, nyolc epizód)
- Alkonyzóna (The Twilight Zone) (1986, egy epizód)
- Star Trek: Az új nemzedék (Star Trek: The Next Generation) (1987, egy epizód)
- The Charmings (1988, egy epizód)
- Lamb Chop's Play-Along (1992)